# Euderces pusillus
Euderces pusillus är en skalbaggsart som beskrevs av Giesbert och Chemsak 1997. Euderces pusillus ingår i släktet Euderces och familjen långhorningar.
Artens utbredningsområde är:
- Costa Rica.
- Guatemala.

Inga underarter finns listade i Catalogue of Life.